# Leonid Sloetski
Leonid Viktorovitsj Sloetski (Russisch: Леонид Викторович Слуцкий) (Wolgograd, 4 mei 1971) is een Russisch voetbalcoach en voormalig profvoetballer. In 1989 zette hij een punt achter zijn loopbaan als profvoetballer en begon als trainer. Hij was ruim zeven jaar werkzaam bij CSKA Moskou. Hij won daarbij driemaal de landstitel, twee keer de beker en veroverde tweemaal de supercup. Verder fungeerde Sloetski van 2015 tot en met 2016 als bondscoach van het Russisch voetbalelftal. Hij maakte zo het Europees kampioenschap voetbal 2016 mee. Vanaf maart 2018 tot en met 29 november 2019 was hij trainer van Vitesse. Eind december 2019 werd hij hoofdtrainer bij Roebin Kazan. Op 15 november 2022 stapte hij op. Begin 2024 ging hij aan de slag als trainer van het Chinese Shanghai Shenhua waarmee hij direct de Chinese Supercup won.

## Carrière

### Het begin
Sloetski werd geboren in Volgograd en studeerde lichamelijke opvoeding aan de Staatsuniversiteit. Sloetski speelde zelf dertien wedstrijden in het betaald voetbal in dienst van het inmiddels opgeheven FC Zvezda Gorodishche, allemaal in 1989. Zijn persoonlijke carrière als keeper werd snel beëindigd toen hij 19 jaar oud was, als gevolg van een knieblessure.
Hij begon zijn trainerscarrière in eigen land, bij de jeugd van Olimpia Volgograd en Dynamo uit Poltava. In 2003 werd hij trainer van het tweede elftal van Uralan Elista. Hij leidde het team naar een knappe tweede plaats en na het vertrek van Igor Shalimov beloonde de club hem met het trainerschap van het eerste elftal.

### FK Moskou
De club uit Kalmukkië ging in 2004 failliet en een jaar later werd Sloetski trainer van de beloften van FK Moskou. Na het ontslag van Valery Petrakov werd hij doorgeschoven naar het eerste elftal. Als hoofdcoach leidde hij het bescheiden FK Moskou naar de vierde plaats in de Premjer-Liga, de bekerfinale en naar Europees voetbal. Na een teleurstellend seizoen zegde hij zijn functie als hoofdtrainer op en ging vervolgens aan de slag bij Krylja Sovetov.

### CSKA Moskou
Na een korte periode als hoofdtrainer bij Krylja Sovetov (2008/09) werd hij in 2009 aangesteld als coach van CSKA Moskou. Hier was hij zeer succesvol en Sloetski groeide uit tot een toptrainer.
Met CSKA bereikte hij in de seizoenen 2009/10 en 2011/12 de achtste finale van de UEFA Champions League en werd in de seizoenen 2012/13, 2013/14 en 2015/16 kampioen van de Premjer-Liga.

### Bondscoach
Begin augustus 2015 werd Sloetski ook aangesteld als bondscoach van Rusland. Hiermee kreeg hij een dubbelrol, aangezien hij dit naast CSKA ging doen. Zijn eerste wedstrijd op de bank bij het nationale elftal was een EK-kwalificatiewedstrijd op 5 september 2015, die Rusland met 1–0 won van Zweden. Sloetski dwong in oktober 2015 met het Russisch elftal plaatsing voor het Europees kampioenschap voetbal 2016 in Frankrijk af. Na de kwalificatiecampagne besloot de Russische voetbalbond Sloetski tot en met het EK aan te stellen als bondscoach. Op het EK werd Sloetski's selectie in de groepsfase uitgeschakeld na een gelijkspel tegen Engeland (1–1) en nederlagen tegen Slowakije (1–2) en Wales (0–3). In de week na de uitschakeling zei hij zijn functie als bondscoach op. Hij werd opgevolgd door oud-doelman Stanislav Tsjertsjesov.
Sloetski stopte in december 2016 ook bij CSKA Moskou.
| Interlands Rusland onder leiding van Leonid Sloetski | Interlands Rusland onder leiding van Leonid Sloetski | Interlands Rusland onder leiding van Leonid Sloetski | Interlands Rusland onder leiding van Leonid Sloetski | Interlands Rusland onder leiding van Leonid Sloetski | Interlands Rusland onder leiding van Leonid Sloetski |
| №                                                    | Datum                                                | Wedstrijd                                            | Uitslag                                              | Competitie                                           |                                                      |
| ---------------------------------------------------- | ---------------------------------------------------- | ---------------------------------------------------- | ---------------------------------------------------- | ---------------------------------------------------- | ---------------------------------------------------- |
| 1                                                    | 5 september 2015                                     | Rusland – Zweden                                     | 1 – 0                                                | EK-kwalificatie                                      |                                                      |
| 2                                                    | 8 september 2015                                     | Liechtenstein – Rusland                              | 0 – 7                                                | EK-kwalificatie                                      |                                                      |
| 3                                                    | 9 oktober 2015                                       | Moldavië – Rusland                                   | 1 – 2                                                | EK-kwalificatie                                      |                                                      |
| 4                                                    | 12 oktober 2015                                      | Rusland – Montenegro                                 | 2 – 0                                                | EK-kwalificatie                                      |                                                      |
| 5                                                    | 14 november 2015                                     | Rusland – Portugal                                   | 1 – 0                                                | Vriendschappelijk                                    |                                                      |
| 6                                                    | 17 november 2015                                     | Rusland – Kroatië                                    | 1 – 3                                                | Vriendschappelijk                                    |                                                      |
| 7                                                    | 26 maart 2016                                        | Rusland – Litouwen                                   | 3 – 0                                                | Vriendschappelijk                                    |                                                      |
| 8                                                    | 29 maart 2016                                        | Frankrijk – Rusland                                  | 4 – 2                                                | Vriendschappelijk                                    |                                                      |
| 9                                                    | 1 juni 2016                                          | Tsjechië – Rusland                                   | 2 – 1                                                | Vriendschappelijk                                    |                                                      |
| 10                                                   | 5 juni 2016                                          | Rusland – Servië                                     | 1 – 1                                                | Vriendschappelijk                                    |                                                      |
| 11                                                   | 11 juni 2016                                         | Engeland – Rusland                                   | 1 – 1                                                | EK-eindronde                                         |                                                      |
| 12                                                   | 15 juni 2016                                         | Rusland – Slowakije                                  | 1 – 2                                                | EK-eindronde                                         |                                                      |
| 13                                                   | 20 juni 2016                                         | Rusland – Wales                                      | 0 – 3                                                | EK-eindronde                                         |                                                      |

### Hull City FC
Op zoek naar een avontuur in West-Europa ging Sloetski in de zomer van 2017 aan de slag bij het zojuist uit de Premier League gedegradeerde Hull City. Het avontuur duurde maar kort. De Rus werd in december na 21 officiële wedstrijden ontslagen. 

### Vitesse
Op 12 maart 2018 werd Sloetski gepresenteerd als trainer van Vitesse. Hij werd de eerste Russische coach in de Nederlandse Eredivisie. Met Vitesse kwam hij als trainer niet tot grootse resultaten en was er vaak kritiek op zijn speelstijl. In zijn eerste seizoen leidde hij de Arnhemse club naar de vijfde plaats, maar de finale van Play-offs om Europees voetbal werd verloren. De start van zijn tweede seizoen was uitstekend qua resultaten. Vitesse pakte 23 punten in de eerste tien competitiewedstrijden. Vervolgens zakte de ploeg volledig in elkaar. Vitesse verloor vijf opeenvolgende competitiewedstrijden. Sloetski stapte daarom in november 2019 op als coach.

### Roebin Kazan
Sloetski tekende in december 2019 een vijfjarig contract bij Roebin Kazan.

## Voetbalschool
In 2016 opende hij, in samenwerking met CSKA, een naar hem vernoemde voetbalschool in Volgograd. Sinds begin 2018 is de school niet langer onderdeel van CSKA, maar van FK Rotor Volgograd.

## Erelijst
Als trainer
| 0Kampioen Premjer-Liga | 3x | 2012/13, 2013/14, 2015/16 |
| Beker van Rusland      | 2x | 2010/11, 2012/13          |
| Russische supercup     | 2x | 2013, 2014                |

Individueel
- Russisch Coach van het Jaar: 2012/13, 2013/14, 2015/16
- Geëerde Coach van Rusland: 2013

1 Akinfejev ·
2 Sjisjkin ·
3 Smolnikov ·
4 Ignasjevitsj ·
5 Neustädter ·
6 Aleksej Berezoetski ·
7 Joesoepov ·
8 Gloesjakov ·
9 Kokorin ·
10 Smolov ·
11 Mamajev ·
12 Lodygin ·
13 Golovin ·
14 Vasili Berezoetski ·
15 Sjirokov  ·
16 Guilherme Marinato ·
17 Sjatov ·
18 Ivanov ·
19 Samedov ·
20 Torbinski ·
21 Sjtsjennikov ·
22 Dzjoeba ·
23 Kombarov ·
Coach: Sloetski